# Указ о реставрации императорского правления
Ука́з о реставра́ции импера́торского правле́ния (яп. 王政復古の大号令 о:сэй фукко но дайго:рэй) — указ императора Японии, провозглашённый подданным 3 января 1868 года.

## История
К середине XIX века из-за системного кризиса японского общества и неспособности сёгуната Токугава решить его в стране возрос политический вес Императора Японии и его двора. Император традиционно руководил страной де-юре, но де-факто вся полнота государственной власти принадлежала сёгунам. Для восстановления престижа сёгуната умеренные японские политики выдвинули идею его обновления путём привлечения к обсуждению государственных дел представителей Императорского двора. В противовес им, радикально настроенные деятели предлагали ликвидировать сёгунат Токугава как неэффективную управленческую систему и реставрировать в Японии прямое Императорское правление.
8 ноября 1867 года 15-й сёгун Токугава Ёсинобу принял предложение княжества Тоса сложить с себя полномочия сёгуна и вернуть власть Императору. 9 ноября Ёсинобу совершил передачу властных полномочий Императору, планируя войти в состав нового Императорского правительства на правах премьер-министра. Решение сёгуна положило конец существованию сёгуната и, тем самым, лишило радикальных политиков возможности свергнуть его вооружённым путём. На следующий день Император удовлетворил просьбу Ёсинобу и созвал в столицу Киото ведущих японских политиков с целью создать новое коллегиальное правительство. Среди приглашённых были Токугава Ёсикацу и Мацудара Ёсинага от рода Токугава, Симадзу Хисамицу из княжества Сацума, Ямаути Тоёсигэ из Княжества Тоса, Датэ Мунэнари из княжества Увадзима, Асано Нагамити из княжества Хиросима, Набэсима Наомаса из княжества Сага, Икэда Сигэмаса из княжества Окаяма. Большинство из них были представителями умеренных сил, которыми руководили регент Нидзё Нариюки и принц Куниномия Асахико.
Между тем, представители радикальной партии во главе с Ивакурой Томоми, Сайго Такамори, Окубо Тосимити и Кидо Такаёси пытались помешать созданию нового правительства, которое бы удовлетворяло экс-сёгуна и умеренных. С этой целью они планировали склонить на свою сторону 15-летнего Императора Мэйдзи, освободить с должностей регента Ниндзё и принца Куниномию, и захватить полноту власти в Императорском дворце. Радикалы скрыли тайный указ о наказании сёгуната, который утратил свою силу 9 ноября, но поспешно собрали войска княжеств Сацумы, Тёсю и Хиросимы в столице для охраны Императора.
Создание нового Императорского правительства должно было состояться 2 января 1868 года. Однако по требованию политического советника княжества Тоса Гото Сёдзиро учредительное совещание отложили на 4 января. Пользуясь промедлением умеренных сил, представитель радикальной партии Ивакура Томоми собрал ночью 2 января 1868 года глав и старейшин княжеств Сацума, Тоса, Хиросима, Овари, Этидзэн и других. Он провозгласил от имени Императора Мэйдзи курс на реставрацию прямого Императорского правления и обратился к присутствующим с требованием способствовать этому курсу. Ивакура убедил их, что умеренные попытаются помешать воле Императора.
На следующий день, 3 января 1868 года, войска этих княжеств стояли на страже Императорского дворца и не пропускали к нему членов умеренной партии. Благодаря этому на Императорский совет собрались только радикалы, которые приняли от имени малолетнего Императора Мэйдзи «Указ о реставрации Императорского правления»:

[Мы, Император Японии], хорошо знаем, что Внутренний министр Токугава [Ёсинобу], вернул нам государственную власть, которая была ему поручена раньше, и также сложил с себя полномочия сёгуна.
Народу известно, что начиная с года водяного быка [1853] в стране продолжается небывалый ранее кризис и что предыдущий Император [Комэй] из года в год болезненно переживал из-за этого.
Посему Мы решили взять [новый] курс на реставрацию [прямого] Императорского правления и возобновление престижа государства, для чего упраздняем [должность] регента-канцлера и сёгунат, и, в первую очередь, устанавливаем временно три должности — главу правительства, старших и младших советников, [с которыми] будем руководить всеми важными делами.

Опираясь на указы [Императора] Дзимму, Мы планируем советоваться как можно справедливее, независимо от происхождения [советника] из аристократов, самураев, знати или простых людей, а также быть в радости или печали вместе с Поднебесной; посему будьте усердными [в работе], избавляйтесь от чванливых и бесполезных привычек прошлого, и служите с сердцем, исполненным верностью Императору и любовью к родине.
Согласно с этим документом, 1) объявлялась реставрация прямого Императорского правления; 2) ликвидировался сёгунат, а также должности Императорского регента и канцлера; 3) учреждалось новое Императорское коллегиальное правительство, которое состояло из главы, старших и младших советников. Главой нового правительства назначался принц Арисугава Тарухито, старшими советниками становились принцы Комацу Акихито и Ямасина Акира, аристократы Накаяма Тадаясу, Сандзё Санэнару и Накамикадо Цунэюки, а также правитель княжества Сацума Симадзу Тадаёси, правитель княжества Овари Токугава Ёсикацу, правитель княжества Хиросима Асано Нагакото, правитель княжества Фукуи Мацудайра Ёсинага, правитель княжества Тоса Ямаути Тоёсигэ. Должности младших советников получили аристократы Ивакура Томоми, Охара Сигэтоми, Мадэнокодзи Хирофуса, Нагатани Нобуацу и Хасимото Санэяна. Экс-сёгун в состав нового правительства не попал. Таким образом, «Указ» дал возможность радикальной партии отстранить род Токугава и умеренных от руководства страной.
В тот же день, в присутствии Императора состоялось первое заседание нового Императорского правительства. Кроме членов самого правительства, в нём принимали участие самураи княжеств Сацума и Тёсю. Несмотря на сопротивление княжества Тоса, на заседании было принято решение лишить экс-сёгуна всех титулов, а его род большей части землевладений. Кроме этого устанавливалась исполнительная вертикаль в виде «восьми служб», которые исполняли роль министерств. Решение заседания вызвало протесты членов умеренной партии и сторонников экс-сёгуна. Последний покинул столицу без Императорского разрешения, выехав в Осакский замок, и стал готовиться к конфронтации с новым правительством. Противостояние радикалов с умеренными привело к разгоранию в Японии гражданской войны.